# Acentra serrata
Acentra serrata là một loài thực vật có hoa trong họ Hoa tím. Loài này được Phil. mô tả khoa học đầu tiên năm 1871.